# Parnassius stoliczkanus
Parnassius stoliczkanus – wysokogórski gatunek motyla z rodziny paziowatych. Opisany przez Cajetana Feldera i jego syna Rudolfa w 1864 roku na podstawie okazów z Himalajów. Nazwa gatunkowa honoruje morawskiego przyrodnika i badacza fauny Indii, Ferdinanda Stoliczkę (1838–1874), który złowił opisane okazy. Angielska nazwa motyla to Ladak Banded Apollo.

## Występowanie
Spotykany w Afganistanie (w Badachszanie i prawdopodobnie Nuristanie), północnych Indiach (Dżammu i Kaszmir – Ladakh, Himachal Pradesh, Uttar Pradesh), północny Kaszmir, Kumaun), Pakistanie i Tybecie. Bardzo rzadki, objęty ochroną w Indiach.

## Podgatunki
Gatunek jest mocno zróżnicowany – wyróżnia się szereg podgatunków (dziewięć według Bryka, siedem zdaniem Talbota, piętnaście według Turlina):
- Parnassius stoliczkanus atkinsoni (Moore) – występuje w Indiach (Dżammu i Kaszmir – Pir Panjal, dolina Gilgit, Haramosh)
- Parnassius stoliczkanus zojilaica Tytler, 1926 (syn. var. zogilaicus Tytler, 1926) – północny Kaszmir, przełęcz Zoji La
- Parnassius stoliczkanus stoliczkanus C. & R. Felder – Himachal Pradesh, Dżammu i Kaszmir (Ladakh)
- Parnassius stoliczkanus spitiensis Bang-Haas, 1927 – Himachal Pradesh – zasięg ograniczony do doliny Spiti[9]
- Parnassius stoliczkanus florenciae Tytler, 1926 – Uttarakhand, północny Kumaon;
- Parnassius stoliczkanus nicevilli Avinoff, 1916
- Parnassius stoliczkanus rileyi Tytler
- Parnassius stoliczkanus nobuko Ohya, 1996
- Parnassius stoliczkanus beate Eisner, 1939
- Parnassius stoliczkanus forma cardinalina Avinoff, 1916
- Parnassius stoliczkanus davidi Eisner, 1971
- Parnassius stoliczkanus gracilis Bryk & Eisner, 1932
- Parnassius stoliczkanus harutai Omoto & Kawasaki, 1998
- Parnassius stoliczkanus imitator Bryk & Eisner, 1932
- Parnassius stoliczkanus kumaonensis Riley 1926
- Parnassius stoliczkanus parangensis Eisner, 1939
- Parnassius stoliczkanus tenuis Bryk & Eisner, 1932
- Parnassius stoliczkanus thomas Eisner, 1939
- Parnassius stoliczkanus tytlerianus Bryk & Eisner, 1932
- Parnassius stoliczkanus zanskaricus Bang-Haas, 1935

Gatunek wysokogórski – motyle te obserwowano w dolinie Spiti na wysokości 4570 m n.p.m.. Imagines pojawiają się od czerwca do sierpnia.
Niektórzy autorzy, np. Curt Eisner i Phillip R. Ackery, uważali P. stoliczkanus za podgatunek P. delphius (Eversmann).
Najbliżej spokrewnionym gatunkiem jest Parnassius stenosemus. Dawniej uważany za lokalną odmianę lub podgatunek P. stoliczkanus, ale dzięki badaniom DNA mitochondrialnego ustalono, że tak nie jest.

## Wygląd
Rozpiętość skrzydeł przednich u obu płci wynosi 50–59 mm. U samców wierzch skrzydeł jest matowo biały, bez czerwonej plamy w obszarze pierwszej żyłki medialnej skrzydła przedniego. Nasada i brzeg kostalny opylone czarnymi łuseczkami. Komórkę środkową skrzydeł przednich w części środkowej i górnej przecinają krótkie czarne poprzeczne paski, zazwyczaj nie dochodzące do żyłki medialnej. Na skrzydle tylnym dwie czarne plamy z czerwoną źrenicą; mniejsza z nich (oczko subkostalne) często nieobecna. Bocznie od nich rząd pięciu małych, ciemnoniebieskich oczek – plam, umiejscowionych w obrębie czarnego obrzeża skrzydła. Samice różnią się odcieniem skrzydeł, który jest bardziej żółtawy. Deseń podobny jak u samców, jednak oczka przy brzegu skrzydła mają błękitne źrenice, a czerwona źrenica plamy na tylnych skrzydłach jest bledsza. Spód skrzydeł ubarwiony podobnie jak wierzch, deseń zbliżony, tak jak u wszystkich przedstawicieli rodzaju przezierny.
Czułki, głowa, tułów i odwłok czarne, pokryte brązowymi włoskami. Sfragis zapłodnionej samicy taka jak u Parnassius hunza.